# US Open 1986
Lo US Open 1986 è stata la 106ª edizione dello US Open e quarta prova stagionale dello Slam. Si è disputato dal 26 agosto al 7 settembre 1986 al USTA Billie Jean King National Tennis Center in Flushing Meadows di New York negli Stati Uniti. 
Il singolare maschile è stato vinto dal ceco Ivan Lendl che si è imposto sul connazionale Miloslav Mečíř col punteggio di 6–4, 6–2, 6–0. Il singolare femminile è stato vinto dalla statunitense Martina Navrátilová, che ha battuto in finale la ceca Helena Suková. 
Nel doppio maschile si sono imposti Andrés Gómez e Slobodan Živojinović. Nel doppio femminile hanno trionfato Martina Navrátilová e Pam Shriver. 
Nel doppio misto la vittoria è andata a Raffaella Reggi in coppia con Sergio Casal.

## Seniors

### Singolare maschile
Ivan Lendl ha battuto in finale  Miloslav Mečíř con il punteggio di 6–4, 6–2, 6–0.
- È stato il 4º titolo del Grande Slam per Lendl e il suo 2º US Open.

### Singolare femminile
Martina Navrátilová ha battuto in finale  Helena Suková con il punteggio di 6–3, 6–2.
- È stato il 3° US Open per Martina Navrátilová e il suo 15º titolo del Grande Slam.

### Doppio maschile
Andrés Gómez /  Slobodan Živojinović hanno battuto in finale  Joakim Nyström /  Mats Wilander con il punteggio di 4–6, 6–3, 6–3, 4–6, 6–3.

### Doppio femminile
Martina Navrátilová /  Pam Shriver hanno battuto in finale  Hana Mandlíková /  Wendy Turnbull con il punteggio di 6–4, 3–6, 6–3.

### Doppio misto
Raffaella Reggi /  Sergio Casal hanno battuto in finale  Martina Navrátilová /  Peter Fleming con il punteggio di 6–4, 6–4.

## Juniors

### Singolare ragazzi
Javier Sánchez ha battuto in finale  Franco Davín con il punteggio di 6–2, 6–2.

### Singolare ragazze
Elly Hakami ha battuto in finale  Shaun Stafford con il punteggio di 6–2, 6–1.

### Doppio ragazzi
Tomás Carbonell /  Javier Sánchez

### Doppio ragazze
Jana Novotná /  Radomira Zrubáková